# Mátyás Auguszta
Mátyás Auguszta (Nagykanizsa, 1968. január 17. –) olimpiai bronzérmes magyar kézilabdázó.

## Pályafutása
Mátyás Auguszta a Nagykanizsai Olajbányász csapatában kezdte pályafutását, majd megfordult még a Dunaferr és a Váci NKSE színeiben is. Ötszörös magyar gólkirály. 1992 és 1996 között 38-szor lépett pályára a magyar válogatott színeiben. Az 1996-os atlantai olimpián bronzérmet szerzett.

## Sikerei

### Klubcsapatban
- Magyar bajnokság gólkirály: 1991, 1992, 2002, 2004, 2005  KEK Győztes (1995) EHF Kupa Győztes (1998)  Magyar Bajnok,(1998) Magyar Kupa Győztes (1996-97) a Dunaferr színeiben. Év Legjobb sportolója Pest Megyében (2003) Váci NKSE színeiben,Vác Város Sportjáért kitüntetett.

### Válogatottban
- Olimpia:
  - bronzérmes: 1996